# エリノア・バーカー
エリノア・バーカー（Elinor Barker、1994年9月7日 - ）は、ウェールズ・カーディフ出身の女子自転車競技選手。
ファーストネームは英語発音ではエレナ。ウェールズ語ではエリノルと発音する。

## 来歴
トラックレースとロードレースの兼用選手。
2011年
- ロードレース世界選手権・ジュニア個人タイムトライアル 2位

2012年
- ヨーロッパ自転車競技選手権大会・ジュニア部門
  - 個人追抜 優勝
  - 団体追抜 優勝（+ エイミー・ロバーツ、ルーシー・ガーナー）
- ジュニア世界選手権自転車競技大会
  - オムニアム 2位
  - 個人追抜 2位
  - 団体追抜 3位
- ロードレース世界選手権・ジュニア個人タイムトライアル 優勝

2013年
- トラックレース世界選手権・団体追抜 優勝（+ ローラ・トロット、ダニエル・キング）

2019年
- UCI トラックレース世界選手権 スクラッチ 優勝